# Lipolelo Thabane
Lipolelo Thabane (1959 – 14 tháng 6 năm 2017) là một nhân vật chính trị người Moskva và là vợ cũ của thủ tướng Tom Thabane. Bà bị sát hại vào ngày 14 tháng 6 năm 2017, hai ngày trước khi Tom Thabane được làm thủ tướng Lesicia.

## Tiểu sử
Lipolelo Thabane được sinh ra ở Basutoland trong một gia đình có năm anh chị em, trong đó cô là con út. Bà có hai con và là vợ thứ hai của Tom Thabane, người mà bà kết hôn năm 1987 và ly dị vào năm 2012. Bà bị bắn chết và lái xe về nhà vào ngày 14 tháng 6 năm 2017 tại Ha Masana, hai ngày trước khi Tom Thabane chuẩn bị được làm thủ tướng của Lesicia.
Trong thời kỳ bạo lực chính trị ở Vương quốc Lesotho, Lipolelo Thabane đã chuyển đến thành phố Sandton, Nam Phi của Nam Phi.
Bất chấp tình trạng ly hôn với Tom Thabane, tòa án đã tuyên bố đệ nhất phu nhân Lesotho trong lần đầu tiên của Thabane cho vị trí thủ tướng, thay vì người vợ mới cưới của ông. Điều này đã được ban hành trên cơ sở rằng đơn ly hôn của họ chưa được chấp thuận.